# Champion Racing

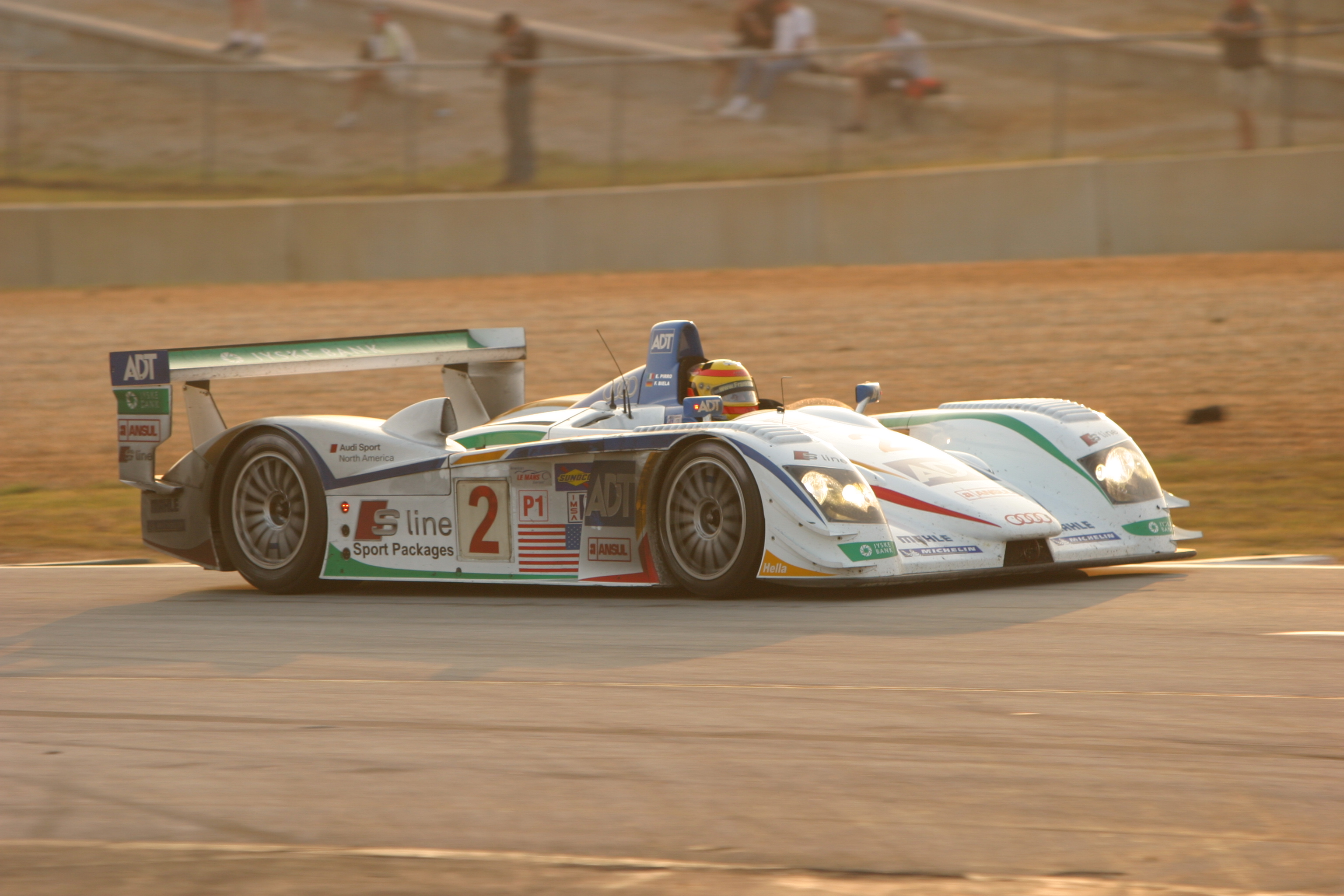
L'Audi R8 della Champion Racing alla Petit Le Mans 2005

La Champion Racing è una scuderia automobilistica statunitense, con sede a Pompano Beach (Florida).
Fondata nel 1994 da Dave Maraj come sezione sportiva della concessionaria Champion Motors, ha corso sia con macchine Porsche che Audi.
Ha vinto la 24 Ore di Le Mans 2005 e il campionato costruttori della American Le Mans Series dal 2004 al 2008. Dal 2006 ha assunto la denominazione di Champion Racing - Audi Sport North America schierando due Audi R10 TDI sempre nella American Le Mans Series fino alla stagione 2008.